# فیگولوس
پوبلیوس نیگیدیوس فیگولوس ستاره‌شناس رومی و پس از وارو، دانشمندترین فرد عصر خویش بود. او معاصر و دوست سیسرون بود که در سال ۵۹ امپراتور شد و در ۴۴ ق م در تبعید مرد.
تنها قطعاتی از آثارش به جای مانده است، به نام‌های دربارهٴ ایام، فال‌نامه، پیش‌گویی سعد و نحس ایام، دربارهٴ علایم تفأل از روی امعا و احشا، دربارهٴ خواب‌گزاری، دنیای یونانی و خارجی، دربارهٴ بادها، در طبیعت انسان، دربارهٴ جانوران، و غیره.